# Syntomimorpha caerulescens
Syntomimorpha caerulescens là một loài bướm đêm thuộc phân họ Arctiinae, họ Erebidae.